# Birger Wahlström
Knut Birger Wahlström, född 13 januari 1885 i Malmö, död 7 september 1961 i Engelbrekts församling i Stockholm, var en svensk förläggare. Han grundade B. Wahlströms bokförlag 1911, som 1958 ombildades till två bolag: B Wahlströms förlag AB och B Wahlströms bokbinderi AB.
Familjen flyttade från Malmö till Stockholm när Birger Wahlström var tio år. 1901 fick han arbete som springpojke i Jarl Falks bokhandel. Efter värnplikten började han arbeta i Minerva bokhandel, som ägdes av Norstedts förlag. Efter några år rekryterades han till Ljus förlag. De hade startat en enkronasserie som genom enkel utformning och stora upplagor kunde ge svenska folket böcker till lågt pris. Birger Wahlström fick idén om att ge ut häftade böcker i mycket stora upplagor för 25 öre. Men chefen för Ljus var inte intresserad, och Birger Wahlström slutade för att starta eget 1911 med 3000 kr i startkapital. Den första 25-öresboken blev James Curwoods Vildmarkens dotter. 25-öresromanerna blev en stor succé.
Birger Wahlström satsade också pengar i filmbranschen, till exempel i Anderssonskans Kalle (1922), men på 30-talet återgick han till bokförlaget som huvudsaklig verksamhet. Birger Wahlström efterträddes av sin son Bo Wahlström 1961.
Han gifte sig 1915 med Lillie Öhrwall (1889–1985). Tillsammans fick de sönerna Bo Birger 1916 (död 2011) och Nils Lennart 1918  (död 1998) samt dottern Ulla Kristina 1920  (död 1935). Birger Wahlström är begravd på Norra begravningsplatsen utanför Stockholm.